# Mr Kurones
Mr Kurones connu sous le nom à l'état-civil d'Ali Porta Fitinkua Sambiani, né le 16 avril 1983 à Lomé, est un rappeur, chanteur, arrangeur musical, beatmaker et auteur-compositeur-interprète togolais originaire de Dapaong.

## Carrière musicale
Mr Kurones s'est fait beaucoup plus connaître par ses travaux d'arrangement musical de plusieurs chansons et aussi des collaborations effectuées avec des chanteurs comme Kollins, Omar B, Papou et internationaux comme Bebi Philip, Sidiki Diabaté.

## Discographie

### Albums
- 2011 : Résurrection[2]

### Singles
- 2013 : My lady (featuring Malek Ik & Papou)[9]
- 2022 : Mawu yé (featuring Black T Igwe & Lauraa)[10]
- 2023 : Djidoula (featuring Ghettovi & Writing Ecriture)[11]

## Nominations
Mr Kurones a été nommé plusieurs fois aux Togo Hip-Hop Awards, :
| Année | Travail nommé               | Récompense                        | Résultat   |
| ----- | --------------------------- | --------------------------------- | ---------- |
| 2010  | Arrangement musical         | Prix spécial meilleur arrangeur   | Nomination |
| 2011  | Résurrection                | Meilleur album hip hop de l'année | Nomination |
| 2011  | Monde meilleur              | Meilleur tube Rap de l'année      | Nomination |
| 2011  | I'm gone (featuring Omar B) | Meilleur featuring                | Nomination |